# 相葉まよ
相葉 まよ（あいば まよ、1979年4月17日 - ）は、埼玉県出身の元ストリッパー。
林企画（SHOW-UP大宮劇場）に所属していた。1999年2月11日に横浜野毛劇場（閉館）にてデビュー。身長162cm・スリーサイズはB82・W60・H84。血液型はO型。
デビュー当初の芸名は真夜（まよ）であったが、2000年に現在の芸名に改名した。
2007年6月30日、栗橋大一劇場にて引退。